# Římskokatolická farnost Čeladná
Římskokatolická farnost Čeladná je farnost římskokatolické církve v děkanátu Místek ostravsko-opavské diecéze. Farním kostelem je kostel svatého Jana Nepomuckého v Čeladné.

## Historie farnosti
Před rokem 1789 patřila farnost Čeladná do farnosti Frýdlant n/O. Původní kostel byl dřevěný, přivezený z Rychaltic a stál na poli zvaném „kostelní“ (dnes naproti památníku Josefa Kaluse na prostřední Čeladné). Byl postaven dle dochovaného historického materiálu 15. ledna 1729 a zasvěcen sv. Filipovi a Jakubovi, který už není. Bezprostředním impulzem k výstavbě nového kostela na Čeladné bylo císařské nařízení osvícenského panovníka Josefa II. ze září roku 1782. Na jeho základě měly vzniknout nové kostely s vlastní duchovní správou všude tam, „/.../ kde domy jedné farnosti jsou od sebe vzdáleny více než jednu hodinu cesty“.
S vyměřováním stavby se začalo na začátku roku 1786, dokončena byla na jaře roku 1789. Arcibiskupský konzistoř v Olomouci dne 23. dubna 1789 dává vědomi důstojnému pánu P. Ignáci Uhlářovi, místeckému děkanovi, aby s církevním schválením převzal a požehnal kostel, hřbitov a kříž v Čeladné. Obřad svěcení se měl konat v neděli po oktávu svatého Jana Křtitele. Slavnostní svěcení kostela se konalo v neděli 5. července 1789. Hlavním světitelem byl místecký děkan P. Ignác Uhlář. Mobiliář kostela byl získán většinou z vybavení kostela sv. Jana Křtitele při bývalém františkánském klášteře v Kroměříži.
V létech 1915 byly zvony a píšťaly od varhan zrekvírovány pro válečné účely. V roce 1924 pro kostel jsou zakoupeny zvony a také píšťaly k varhanám. V období 2. světové války, v roce 1942 byly opět zrekvírovány tři zvony pro válečné účely. Z neznámých důvodů nacisté nechali čtvrtý nejmenší zvon sv. Josefa, tzv. umíráček. 11. srpna 1948 se konala primice P. Josefa Práška. Roku 1974 byl interiér přizpůsoben dle směrnic II. Vatikánského koncilu Při vstupu do areálu hřbitova na presbyteriu chrámu je umístěna pamětní deska upomínající na padlé občany Čeladné v 1. a ve 2. světové válce. Při presbyteriu kostela, je umístěn litinový kříž z roku 1834, darovaný arcibiskupském hrabětem Chotkem. Je dokladem vynikající umělecké práce frýdlantských železáren. Na hřbitově je také hrob poručíka Jána Ušiaka, velitele 1. čs. partyzánské brigády Jana Žižky.

## Čeladenské varhany (Jiří Krátký, organolog)
Kostel v Čeladné byl postaven Náboženským fondem a měl zájem brzy získat varhany. V oné době nastala velká poptávka po vnitřním vybavení ze zrušených kaplí a klášterů. I čeladenský chrám měl obdržet kazatelnu z kaple Povýšení sv. Kříže ve Štramberku a varhany pak z kroměřížského františkánského kostela. Pokud se jednalo o ty samé varhany, pak zájem o tento nástroj z Kroměříže projevilo hned několik kostelů – Halenkovice, Loučka, Rataje, Rymice, Šubířov, Kurovice. Varhany pak  měly připadnout chrámu ve Všemině. Podle Jiřího Sehnala měl všeminský kostel obdržet nástroj z Kroměříže již v roce 1788, zatímco přípis o přidělení do čeladenského kostela pochází až z následujícího roku; krom toho je nástroj označován jako varhany, zatímco v inventáři z roku 1806 se mluví o positivu, který byl pořízen do kostela Náboženským fondem. Terminologie mezi positivem a varhanami však v uvedeném období silně kolísala. Nejstarší osudy varhan v Čeladné jsou tedy značně mlhavé. I z dalších desetiletí 19. století toho příliš mnoho nevíme – fond FÚ Čeladná je dosti torzovitý. Jen je známo, že nástroj byl v roce 1839 vylepšen. Tyto varhany, umístěné v čeladenském kostele na konci 18. století, nebyly do konce 19. století nejspíš vyměněny. Nasvědčovalo by tomu dobrozdání o varhanách od novojičínského Karla Neussera z 15. února 1881. Zde se uvádí, že nástroj je starý přes 100 let, dřevěné píšťaly jsou zcela „sežrány“ od červotoče, cínové jsou tak tenké, že i při nejlehčím dotyku se promáčknou, výřezy a konce píšťal jsou zhotoveny zcela nezkušenou rukou, vzdušnice je proděravělá, ventily v ní tak zkroucené, že je musí tisknout ne jedno, ale hned dvě až tři péra, píšťalnice nelícují s vodícími lištami, traktura je vychozená a mnohokrát poopravovaná, klávesy prohmatané, kanály kvůli červotoči zcela polepené papírem a kůží, měchy roztrženy, skříň červivá, nepevná a malá, vůbec celý stroj má příliš malé rozměry, v positivu je zastoupen pouze jeden osmistopý rejstřík, z nástroje se line tedy pouze vřískot a kromě toho je velká oktáva lomená či krátká. Končí tím, že větší oprava by byla zbytečná a nevyplatila by se. V roce 1894 však místní učitel Krčmář uvádí, že pedály jsou docela špatné a měch se rok co rok látati musí. Je tedy možné, že positiv měl i nějaký pedálový rejstřík. Dostavba mezi léty 1881 – 1895 je dosti nepravděpodobná, jednak je již dochována kniha kostelních účtů, jednak z důvodu konečného vyznění Neusserova dobrozdání. Tomu bylo mj. zaplaceno 10 zl. za cestu k ohlédnutí varhan, dále pak byla stejná částka vyplacena neznámému varhanáři za drobné opravy a ladění v roce 1881, asi i jím byl Karl Neusser.
Z 10. června 1894 pak pochází návrh od stavebního adjunkta Josefa Čermáka na stavbu nových varhan. Podrobně rozepisuje náklady na jednotlivé díly, přičemž požaduje kancelové vzdušnice (myšleny zřejmě vzdušnice s rejstříkovými kancelami), zdvihací (Hebel) ventily (kuželky), spodní klávesy zamýšlel nejdřív obložit celuloidem, pak bylo obložení změněno na kost, vrchní půltóny zůstaly z ebenu. Uvádí i dispozici a nákres skříně. Požadovaná dispozice: Principal 8', Gedeckt 8', Gamba 8', Salicional 8', Octav 4', Mixtur 2', jako progresso; v pedálu pak Subbass 16' a Cellobass 8'. Podle jeho propočtů měl nástroj stát 1417 zlatých, jako rozsah klaviatur uvádí 51 tónů v manuálu a 24 v pedálu. Na základě těchto požadavků pak měly rozličné varhanářské firmy předložit své oferty. Úřední otevření nabídek se konalo 31. července 1896, přičemž Karl Neusser nástroj  mínil zhotovit za 1346 zl., Franz Čapek z Kremže na Dunaji za 1269, Jan Tuček z Kutné Hory za konečně Rieger za 1120 zlatých. Většina firem má rejstříkovou dispozici stejnou, jen Mixturu usazují na 2 2/3'. Rozsah pedálu čítá C – d1, manuálu C – f 3, pouze Čapek z Kremže uvádí rozsah nižší: man. C – d3, pedál C – h0, což souhlasí s původními Čermákovými požadavky.
Velmi udivující je cena, kterou nabídla krnovská továrna bratří Riegrů. Firma Gebrüder Rieger, jako tehdy největší varhanářský závod na našem území, který vyráběl i z evropského měřítka technicky velmi zdařilé varhany, rozhodně nepatřila mezi nejlevnější, ba právě naopak. Tedy ke snížení ceny musela mít své důvody. Ty velmi zajímavě osvětlují trochu pomlouvačné dopisy Karla Neussera, jež zaslal na místodržitelství a na okresní úřad v Místku. Uvádí, že Tuček a Čapek jsou známi svou nekvalitní prací, že sice stanovili nižší cenu než on, ale on myslí na své pracovníky a platí jim daleko více než dotyční. V případě Riegra však nemohl použít jako důvod kvalitu, neboť si byl vědom, že Rieger je po technické stránce kvalitnější než on. Uvádí tedy, že Rieger tam, kde natrefí na Neussera, sníží svou cenu o 40 – 45%, aby tak zničil konkurenci skrz větší sílu svého kapitálu, že Rieger by podle svých běžných cen a katalogů musel tytéž varhany zhotovit za 1650 zl. Dále Karl Neusser zmiňuje, že jako jediný z uvedených varhanářů bydlí v okrese, zde také platí daně, je nejvíce vytíženou moravskou firmou a tak prosí o zadání práce. Toto snažení však bylo marné; zakázku obdržela samozřejmě krnovská firma.
Riegrové nabídli za cenu 1120 zlatých dvě varianty rejstříkové dispozice. První z nich však používá systému kombinovaných rejstříků. Dispozice pak měla být Principal 8', Gedeckt 8', Gamba 8', Salicional 8', Octava 4' (komb.), Dolce 4' (komb), Mixtur 3x2 2/3'. Pedál: Subbass 16', Cello 8'. Tato typicky romantická dispozice sice nebyla použita v Čeladné, ale je ji možno nalézt třeba v chorálním nástroji ostravské katedrály (Rieger, opus č. 905 z r. 1901). Varhany do čeladenského kostela byly postaveny dle následujícího návrhu na podzim r. 1896.
Zajímavé je, že ač v písemnostech úřední povahy jsou názvy rejstříků psány německým jazykem (Gedeckt), na hracím stole jsou originální porcelánové štítky popsány česky (Kryt 8´, spojka – Pedal).
Původní varhany zcela zanikly. Farář v roce 1897 odpovídá okresnímu hejtmanství, že cínové píšťaly byly nabídnuty zástupci fy Rieger ke koupi, ten však s úsměvem odvětil, že staré píšťaly nechce ani zadarmo, neboť nestojí za dovoz z Čeladné do Krnova. Pak tedy bylo jednáno s klempířem Františkem Bednaříkem z Frýdlantu, který se po opětovné nabídce konečně uvolil odebrat staré píšťaly, v nichž je prý víc olova než cínu, a platil za kilo 40 krejcarů. Celkem odebral. Řádná kolaudace se konala v roce 1897. Arcidiecézní kolaudátor Josef Nešvera si účtoval za cestovné 6 zl. 45 kr. a odměnu 6 zlatých.
V roce 1899 pak Rieger žádá, aby mu byla vyplacena zadržovaná kauce (2 x 200 K), zavázal se totiž dva roky po postavení varhan nástroj znovu přeladit. V důsledku toho se konala dodatečná kolaudace, kterou vedl František Kolařík, hudební skladatel a místecký varhaník. V kolaudačním protokolu je uvedena věta místeckého regenschoriho, která platí do jisté míry dodnes "varhany v stavu dobrém se nalézají a jest odůvodněná naděje, že i v budoucnosti dobře sloužiti budou". V tomto jsou jeho slova téměř prorocká, neboť po 110 letech je nástroj i přes napadení červotočem funkční.
V roce 1918 byly částečně zrekvírovány cínové píšťaly, dnes stojí v prospektu píšťaly ze zinku. V roce 1925 se za nástrojem stala neuvěřitelná příhoda, neboť zdejší farář se v dopise z 30. října 1925 ptá, zda je nutné znovu benedikovat kostel, když se jeden mladík pokoušel znásilnit za varhanami čtrnáctileté děvče – dceru kostelníka. Konzistoř odpovídá, že to nutné není. V roce 1944 pak byl nástroj opraven za 650 korun.
Co se týče současného stavu nástroje – bylo již zmíněno poměrně silné napadení červotočem. Nicméně je nutno vyzdvihnout precizní provedení traktury, její snadná a pohodlná regulace a takřka nezničitelné provedení, které zaručuje funkčnost s minimální údržbou, dále velmi kvalitní píšťalový fond. Tyto varhany reprezentují svým technickým zpracováním, zvukovým bohatstvím a krásou „zlatý věk“ krnovského závodu. Proto je nutno přistupovat k těmto varhanám jako k památce „de facto“ a zasadit se o jejich včasnou konzervaci.

## Duchovní správci
Prvním zdejším lokálním farářem byl ustanoven bývalý cisterciák ze zrušeného kláštera ve Velehradě P. Melchior Kalvoda. V roce 1907 byl ustanoven pro obec Čeladná a její kostel kaplan čili pomocný kněz. Do roku 2012 ve farnosti působilo celkem 24 farářů:
1. P. Melichar Kalvoda (1789 – 1798)
2. P. Josef Steiner (1798 – 1808)
3. P. Benedikt Vlach (1808 – 1809)
4. P. Karel Krečmer (1809 – 1811)
5. P. Jan Verbersik (1811 – 1816)
6. P. Adamus Hraský (1816 – 1820)
7. P. Josef Smita (1820 – 1826)
8. P. Jan Vojtěch (1827 – 1835)
9. P. Tomáš Kollibal (1835 – 1865)
10. P. František Seetenfreund (1866 – 1878)
11. P. Petr Sedláček (1878 – 1883)
12. P. Antonín Přikryl (1883 – 1912)
13. P. Rudolf Holub (1913 – 1921)
14. P. Felix Rýpar (1921 – 1947)
15. P. Karel Fojtů (1947 – 1957)
16. P. Leopold Šrámek (1957 – 1977)
17. P. Josef Novosad, SDB, ThDr. (1977 – 1978)
18. P. Vladimír Poláček, Doc., ThDr. (1978 – 1981)
19. P. František Kunetka, Doc., ThDr. (1981 – 1983)
20. P. Josef Trtík (1983 – 1985)
21. P. Vincenc Svák (1985 – 1995)
22. P. Ján Valiga (1995 – 1998)
23. P. Karel Slíva, ThLic. (1998 – 2006)
24. P. Václav Tomiczek, ThLic. (2006 – 2012)
25. P. Mariusz Roszewski, ThDr., Ph.D. (2012 – )

a 6 kaplanů:
1. P. František Petřík (1907 – 1908)
2. P. Stanislav Dostál (1908 – 1915)
3. P. Josef Vlach (1915 – 1918)
4. P. Augustin Horák (1918 - 1922)
5. P. František Pelíšek (1927 - 1928)
6. P. Josef Rybenský (1945 - 1948)

## Obětí 1. a 2. světové války
Problémy 2. poloviny 19. a
počátku 20. století vyvrcholily ve vznik první světové války. Tíha válečných událostí začala v obci Čeladná už v roce 1914 a dolehla i na její obyvatelstvo. Z obce Čeladná:
- Na vojnu narukovalo 421 mužů
- Z těchto mužů bylo raněných 213 mužů

- Z toho počtu bylo padlých a nezvěstných 69 mužů

- Z těchto padlých bylo 35 mužů svobodných

- Z těch zbývajících padlých bylo 34 mužů ženatých

- V obci zůstalo 34 vdov

- A v tom počtu zůstalo sirotků 52

- Legionářů, kteří se vrátili, bylo 20

Čeladenští narukovanci – náleželi většinou ke 100. a k 31. pluku legionářů, který v roku 1915 bojoval na Buku u Sokolu na jihu Rakouska. V průběhu bojů na ruské frontě se mnozí z nich dostali do zajetí a do zajateckých táborů. Podobně tomu bylo i na frontách italských a francouzských. Byli i takoví, kteří se nevrátili. Jejich jména jsou uvedena na tabuli cti, která je umístěna na jihovýchodní venkovní stěně farního kostela sv. Jana Nepomuckého. Doprovodný lomený text na tablu zní: VY HRDINOVÉ BRATŘÍ – V PAMĚTI VĚČNÉ NAŠÍ JSTE.
Také v létech 1939 – 1945 v důsledku 2. světové války a okupace i v obci Čeladná ztratilo mnoho občanů svůj život. Můžeme je rozdělit do tří skupin:
1. Ty, kteří přišli o svůj život v obci.
2. Ty, kteří přišli o život v jiném místě.
3. Ty, kteří nebyli občany Čeladné a byli zabiti na katastru obce.

Také jejich jména jsou zaznamenané na tabuli cti farního kostela.

## Zvony pro farnost
Nové zvony pro farnost Čeladná: sv. Jan Nepomucký, sv. Pavel, apoštol, sv. Cyril a Metoděj a Svatá
Rodina: Ježíš, Maria, Josef'jsou ulity ve středním žebru. Konstrukce tohoto
„žebra“ je optimální pro vyznění zvuku zvonu, který zní vzletně. Jednotlivé alikvotní tóny odeznívají v optimální délce a jejich hlas vyniká svou
barevností a jasem, jsou prostě „houslemi“ v orchestru.
Všechny zvony byly ulity ze zvonoviny – slitiny mědi a cínu CuSn22 (78 % mědi a 22 % cínu).
Tři zvony sv. Pavel, apoštol, sv. Cyril a Metoděj a Svatá
Rodina mají motiv GLORIA IN EXCELSIS DEO čili „Sláva na výsostech Bohu“. Zvony sv. Jan Nepomucký, sv. Pavel, apoštol a sv. Cyril a Metoděj mají motiv TE DEUM LAUDAMUS čili „Tebe Boha chválíme“. Čtyři zvony sv. Jan Nepomucký, sv. Pavel, apoštol, sv. Cyril a Metoděj a Svatá Rodina mají motiv PARSIFAL od Richarda Wagnera (opera z roku 1882, která má tři
jednání a čerpá ze středověkých legend o Svatém
grálu).
Zvon sv. Jan Nepomucký s tónem gis1 má hmotnost 535 kg. Průměr věnce zvonu 980 mm, ucha zvonu s královskou korunou. Na zvonu je nápis: „JESTLI TRUCHLÍM NEBO JÁSÁM, VŽDYCKY SLÁVU
BOŽÍ HLÁSÁM. VELEBEN BUĎ HOSPODIN !“ „ZA
PŮSOBENÍ FARÁŘE P. DR. MARIUSZE ROSZEWSKÉHO ULIL JOSEF TKADLEC HALENKOV“. „SVATÝ JANE NEPOMUCKÝ, ORODUJ ZA NÁS“.
Na protější straně je nápis: „ČELADNÁ
LÉTA PÁNĚ 2013“. „V ROCE VÍRY,
KDY SI PŘIPOMÍNÁME 1150. VÝROČÍ PŘÍCHODU SVATÉHO CYRILA A METODĚJE NA VELKOU
MORAVU, VĚNOVALI TENTO ZVON KE CHVÁLE BOŽÍ A KE CTI SVATÉHO JANA NEPOMUCKÉHO
MANŽELÉ VĚRA A VLADIMÍR TROCHTOVI S DCERAMI“. „SVATÝ JANE NEPOMUCKÝ, PROSÍME O VÍRU, NADĚJI A LÁSKU PRO NÁS I DALŠÍ
GENERACE“. Na zvonu je reliéf sv. Jana Nepomuckého, Kříž s drapérií
a dekorativní pás – rostlinný motiv.
Zvon sv. Pavel, apoštol s tónem h1 váži 330 kg. Průměr věnce 830 mm, ucha zvonu s královskou korunou. Na jedné straně nese nápis: „IN FIDE PLENA, SPE FIRMA, CARITATE PERFECTA“ – ve víře plné, naději pevné, oddanosti dokonalé. „ZA PŮSOBENÍ FARÁŘE P. Dr. MARIUSZE
ROSZEWSKÉHO ULIL JOSEF TKADLEC HALENKOV“. „SVATÝ PAVLE, APOŠTOLE, ORODUJ ZA NÁS”. Na protější straně zvonu je
nápis: „ČELADNÁ LÉTA PÁNĚ 2013“. „V ROCE VÍRY, KDY SI PŘIPOMÍNÁME 1150.
VÝROČÍ PŘÍCHODU SVATÉHO CYRILA A METODĚJE NA VELKOU MORAVU, VĚNOVALI TENTO ZVON
KE CHVÁLE BOŽÍ A KE CTI SVATÉHO PAVLA APOŠTOLA PAVOL A JAROSLAVA LUKŠOVI, PAVEL A LENKA MRHAČOVI S RODINAMI“. „VOTIS, DIVE TUIS PAULE, CLIENTES EX
MERITISQUE TUIS GRATIA PROVENIAT“ – zahrňuj, sv. Pavle, své dobrodince
dary a z tvých zásluh ať pochází milost. Na zvonu je reliéf sv.
Pavla, apoštola, znak obce Čeladná, dekorativní pás – rostlinný motiv.
Zvon sv. Cyril a Metoděj s tónem cis2 má hmotnost 220 kg. Průměr věnce zvonu 732 mm, ucha zvonu s královskou korunou. Na zvonu je nápis: „ZAZNĚLO NÁM SLOVO PRAVDY VĚČNÉ ÚSTY SOLUŇANŮ PŘED VĚKY“. „ZA PŮSOBENÍ
FARÁŘE P. Dr. MARIUSZE ROSZEWSKÉHO ULIL JOSEF TKADLEC HALENKOV“. „SVATÝ CYRILE A METODĚJI, ORODUJTE ZA NÁS“.
Na protější straně je nápis: „ČELADNÁ
LÉTA PÁNĚ 2013“. „V ROCE VÍRY,
KDY SI PŘIPOMÍNÁME 1150. VÝROČÍ PŘÍCHODU SVATÉHO CYRILA A METODĚJE NA VELKOU
MORAVU, VĚNOVALI TENTO ZVON KE CHVÁLE BOŽÍ A KE CTI SVATÝCH VĚROZVĚSTŮ
SLOVANSKÝCH RODINA MARTINA SVOBODY“. „SVATÍ
SOLUNŠTÍ BRATŘI, VYPROŠUJTE NÁM VĚRNOST BOHU A CÍRKVI“. Na zvonu je reliéf
sv. Cyrila a Metoděje, Kříž dvojramenný s drapérií, dekorativní pás –
rostlinný motiv.
Zvon Svatá Rodina s tónem e2 váží 145 kg. Průměr věnce 610 mm, ucha zvonu s královskou korunou. Na zvonu je nápis: „VIVOS VOCO, MORTUOS PLANGO, FULGURA FRANGO“ – živé svolávám,
mrtvé oplakávám, blesky zaháním. „ZA
PŮSOBENÍ FARÁŘE P. Dr. MARIUSZE ROSZEWSKÉHO ULIL JOSEF TKADLEC HALENKOV“. „SVATÁ RODINO NAZARETSKÁ, ORODUJ ZA NÁS“.
Na protější straně je nápis: „ČELADNÁ
LÉTA PÁNĚ 2013“. „V ROCE VÍRY,
KDY SI PŘIPOMÍNÁME 1150. VÝROČÍ PŘÍCHODU SVATÉHO CYRILA A METODĚJE NA VELKOU
MORAVU, VĚNOVALI TENTO ZVON KE CHVÁLE BOŽÍ A KE CTI SVATÉ RODINY RODINA
STANISLAVA PROSE“. „JEŽÍŠI, MARIA, JOSEFE, ŽEHNEJTE RODINÁM NAŠÍ FARNOSTI A
OBCE“. Na zvonu je reliéf Svate Rodiny, znak: víra, naděje, láska,
dekorativní pás – rostlinný motiv.
Všechny čtyři zvony jsou ulity se středovým otvorem pro uchycení
srdce. Mají závěs – hlavu ze dřeva (dub) a jsou opatřeny volně se pohybujícím
srdcem, které je rovné, jednoosé s pěstí a výpustkou, z oceli, aby
nedocházelo k nadměrnému opotřebení zvonů.
Zvony byly ulity ve souladu se směrnicemi Státního ústavu
památkové péče a ochrany přírody a ve shodě s Limburskými směrnicemi.